# Parancistrocerus insolitus
Parancistrocerus insolitus (лат.) — вид одиночных ос рода Parancistrocerus (Eumeninae, Vespidae). Юго-Восточная Азия: Вьетнам.

## Описание
Мелкие осы (длина менее 1 см). Основная окраска чёрная со светлыми отметинами. Брюшко стебельчатое. От близких видов отличается следующими признаками: апикальная ширина клипеуса колроче расстояния между усиковыми впадинами; конусовидная поперечная бороздка тергита Т2 присутствует на субвершине. Вершина тергитов Т2 и Т3 не удлинена мезально. Этот вид имеет сходство с Parancistrocerus assamensis или Parancistrocerus reflexus из-за вздёрнутого дистального края 2-го тергита, но он сразу отличается конусом, присутствующим в середине поперечной бороздки перед дистально вздернутым концом тергита. При общем чёрном цвете в белый цвет окрашены: небольшое пятно на лбу, нижние стороны усиковых валиков, нижние стороны трёх концевых члеников жгутика усика, небольшие пятна на висках (не доходящие до плеч), пятна на верхних частях мезоплевр, узкие полосы на внешней стороне тегул, паратегулы, широкая полоса на заднем щитке, полосы на конце 1 и 2 тергитов, а также на 2-м стерните, и полосы белого цвета на 2-м стерните и полоски на внешней стороне передних крыльев. Крылья полупрозрачные, только радиальные ячейки слабо замутнены дистально. Вторая субмаргинальная ячейка переднего крыла нестебельчатая. На передней части переднеспинки есть пара срединных ямок.
Вид был впервые описан в 2012 году австрийским энтомологом Йозефом Гусенляйтнером (нем. Josef Gusenleitner; Линц, Австрия) по типовым материалам из Вьетнама, а его валидный статус подтверждён в ходе ревизии юго-восточно-азиатских видов, проведённой в 2019 году энтомологами Т.Ли (Chongqing Normal University, Chongqing, КНР) и Джеймсом Карпентером (Division of Invertebrate Zoology, American Museum of Natural History, Нью-Йорк, США). Осы Parancistrocerus строят гнёзда в различных полостях, а взрослые самки охотятся на личинок насекомых, в которых происходит развитие личинок ос.